# Pogromo de Adén
El pogromo de Adén es un motín antisemita que mató a 87 personas en la comunidad judía de la ciudad de Adén en diciembre de 1947, que entonces formaba parte del Protectorado de Adén. Fue uno de los ataques contemporáneos más violentos contra los judíos mizrají desde el Farhud de 1941 en Irak.